# Kurt Wimmer (Journalist)
Kurt Wimmer (* 18. Dezember 1932 in Linz) ist ein österreichischer Journalist.

## Leben
Kurt Wimmer besuchte die Realschule in Linz, maturierte dort und studierte dann Geschichte und Französisch an der Universität Graz. Im Anschluss an seine Promotion, er promovierte über den Liberalismus in Oberösterreich, arbeitete er seit 1958 bei der Kleinen Zeitung. Nach sechs Jahren in der Lokalredaktion und in der Politikredaktion wurde er 1964 neben dem Chefredakteur Fritz Csoklich stellvertretender Chefredakteur, eine Zusammenarbeit, die 30 Jahre anhielt. Von 1994 bis zum Ruhestand 1997 war Wimmer Chefredakteur.

## Anerkennungen
- 1964 und 1967: Österreichischer Staatspreis für journalistische Leistungen im Interesse der Jugend
- 1973: Dr.-Karl-Renner-Publizistikpreis
- 1988: Leopold-Kunschak-Pressepreis

## Publikationen
- Liberalismus in Oberösterreich. Am Beispiel des liberal-politischen Vereins für Oberösterreich in Linz (1869 - 1909). Beiträge zur Zeitgeschichte Oberösterreichs – Band 6, Oberösterreichischer Landesverlag, Linz 1979, ISBN 3-85214-240-7.
- In Jahrzehnten gewachsen. Druck- und Verlagshaus Styria. Zum 100jährigem Jubiläum. Styria-Verlag, Graz 1969.
- mit Hanns Koren, Max Mayr: Josef Krainer. Ein Leben für die Steiermark. Biographie, Styria-Verlag, Graz 1981, ISBN 3-222-11365-3.
- Damals, 1938. Grazer Zeitgenossen erinnern sich. Zum Anschluss Österreichs, Verlag für Sammler, Graz 1988, ISBN 3-85365-068-6.
- Der Brückenbauer. Hanns Koren und seine Zeit (1906 - 1985). Ein Porträt. Biographie, Steirische Verlags-Gesellschaft, Graz 2006, ISBN 978-3-85489-132-1.